# 国務院 (フランス)

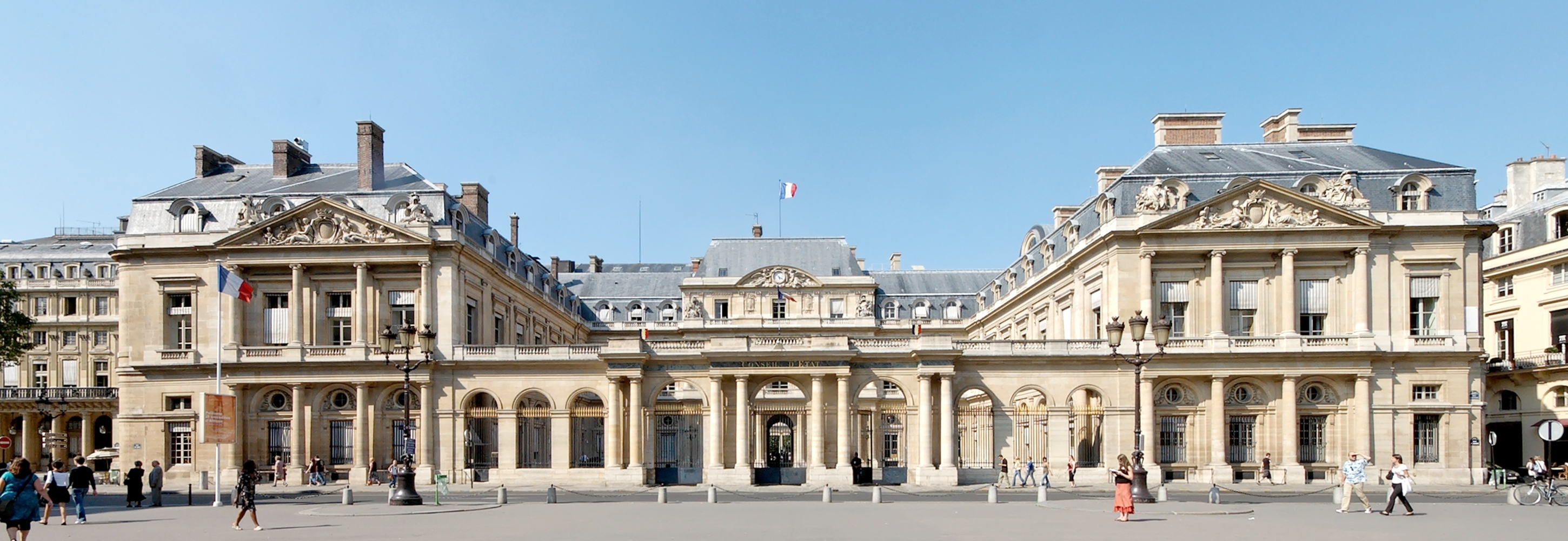
パレ・ロワイヤル

国務院（こくむいん、フランス語: Conseil d'État）は、フランスの政府機関の一つ。コンセイユ・デタ。参事院とも呼ばれる。パリ1区パレ・ロワイヤル内に所在。
フランス政府の諮問機関であるとともに、裁判所としての役割を持つ。裁判所としては、国務院は公法上の権限に基づく処分に対する不服申立てについて最終的な判断を下す行政訴訟における最高裁判所としての役割を持つ。
フランスにおいては、行政訴訟と司法訴訟は別の系列の裁判所が担当する（二元的裁判制度）。司法訴訟における最高裁判所は破毀院 (Cour de cassation) であり、両系列の間の管轄については権限争議裁判所 (Tribunal des conflits) が判断する。
政府の諮問機関としては、法律案などいくつかの事項について、政府は国務院に諮問しなければならないこととされ、内閣法制局（ないし法制局）的機能を持つ。同時に法律案は憲法評議会（憲法院）の審査にも服する。
首相 (Premier ministre) が国務院の長官を兼ねる（首相が存在しないときは司法大臣 (Ministère de la Justice)）ので、実質的には副長官が職員のうち最高の地位を占める。副長官は行政官・司法官・公企業職員などの名において憲法上のすべての機関からの新年の挨拶を共和国大統領に贈る。